# La Casta (higo)
La Casta es un cultivar de higuera de tipo higo común Ficus carica, bífera es decir, con dos cosechas por temporada, brevas en primavera-verano, e higos de verano-otoño, de higos de epidermis con color de fondo verde amarillento con sobre color ausente, que se rompe con facilidad. Se cultiva principalmente en las comarcas de Badajoz, Olivenza y Jerez de los Caballeros en Extremadura.

## Sinonimia
- „sin sinónimos“,[5][6][7]

## Historia
Nuestra higuera Ficus carica, procede de Oriente Medio y sus frutos formaron parte de la dieta de nuestros más lejanos antepasados. Se cree que fueron fenicios y griegos los que difundieron su cultivo por toda la cuenca del mar Mediterráneo. Es un árbol muy resistente a la sequía, muy poco exigente en suelos y en labores en general.
El primer árbol que plantaron los españoles en América fue una higuera. Cuando los sacerdotes católicos españoles construían un convento siempre sembraban una higuera, lo cual hizo que los antiguos peruanos la empezaran a llamar “El árbol de Dios”.
Los higos secos son muy apreciados desde antiguo por sus propiedades energéticas, además de ser muy agradables al paladar por su sabor dulce y por su alto contenido en fibra; son muy digestivos al ser ricos en cradina, sustancia que resulta ser un excelente tónico para personas que realizan esfuerzos físicos e intelectuales.
España se ha consolidado en los últimos años como el mayor productor de higos de la Unión Europea y el noveno a nivel mundial, según los datos de "FAOSTAT" (Estadísticas de la FAO) del 2012 que recoge un reciente estudio elaborado por investigadores del « “Centro de Investigación Finca La Orden- Valdesequera” ».

## Características
La higuera 'La Casta' es una variedad bífera de tipo higo común. Árbol de mediano desarrollo, follaje denso, hojas trilobuladas con pentalobuladas. 'La Casta' es de producción muy baja de brevas casi irrelevante, solamente las produce en algún año muy favorable y muy pocas, y de producción media de higos.
Las brevas de la variedad 'La Casta' no tienen interés comercial. De un tamaño muy grande con un peso de 63 gramos en promedio. Maduran desde la primera decena de junio hasta la primera de julio. Muy baja producción de brevas, en algún año ocasionalmente, irrelevante.
Los higos 'La Casta' son higos redondeados en forma esférica, de tamaño grande de unos 31 gramos en promedio, de epidermis muy fina de con color de fondo verde amarillento con sobre color ausente, que se rompe con facilidad; ostiolo de tamaño mediano con escamas ostiolares pequeñas de color rojo. Con un ºBrix (grado de azúcar) de 26 de sabor muy dulce, con firmeza baja, con color de la pulpa miel rosado, con numerosos aquenios. Fruto de consistencia blanda y piel fina, de una calidad buena en su valoración organoléptica, son de un inicio de maduración temprana, desde primeros de agosto a primeros de octubre. Esta variedad tiene una producción media de higos.

## Cultivo y usos
'La Casta', es una variedad de higo que además de su uso en alimentación humana también se ha cultivado en Extremadura tradicionalmente para alimentación del ganado porcino. Cultivada principalmente en las comarcas de Badajoz, Olivenza y Jerez de los Caballeros.
Se está tratando de estudiar y mejorar sus cualidades, así como de extender su cultivo de ejemplares cultivados en la finca experimental de cultivos hortofrutícolas Cicytex-Finca La Orden propiedad de la Junta de Extremadura.
Esta variedad se destina principalmente para la producción de pasta de higo seco, para hacer pan de higo.